# Mama (film)
Pour les articles homonymes, voir Mama.
Pour plus de détails, voir Fiche technique et Distribution.
Mama est un film d'horreur canado-espagnol coécrit et réalisé par Andrés Muschietti, sorti en 2013. Il s'agit d'un remake de Mamá, court métrage du même réalisateur.

## Synopsis
Ruiné, le courtier Jeffrey Desange tue sa femme avant d'emmener ses enfants, Victoria, trois ans, et Lily, un an. Conduisant dangereusement vite sur une route enneigée, Jeffrey a un accident. Il emmène ses filles dans une cabane abandonnée. Prévoyant de les tuer avant de se suicider, il s'apprête à passer à l'acte, lorsqu'une étrange silhouette, indistincte aux yeux de Victoria dont les lunettes sont cassées, le tue. Plus tard, la silhouette réapparaît pour apporter de la nourriture aux deux filles.
Cinq ans plus tard, une équipe de sauvetage parrainée par Lucas, le frère jumeau de Jeffrey, trouve Victoria et Lily en vie et en bonne santé, mais devenues des enfants sauvages. Les filles sont placées dans une clinique sous les soins psychiatriques du docteur Gerald Dreyfuss. Elles font référence à « Mama », une figure protectrice maternelle. Elles sont initialement hostiles à Lucas, mais Victoria le reconnaît lorsqu'il lui donne des lunettes. Dreyfuss soutient la demande de garde de Lucas et de sa petite amie Annabel contre la grand-tante maternelle des filles, Jean Podolski, tant qu'il est autorisé à suivre les progrès des filles. Victoria s'acclimate rapidement à sa nouvelle vie, mais Lily conserve une grande partie de son caractère sauvage.
Un soir, Lucas est attaqué par Mama et tombe dans le coma. Annabel, qui n'est pas à l'aise avec les filles, se retrouve seule pour s'occuper d'elles. Alarmée par ses cauchemars d'une femme étrange et l'avertissement de Victoria au sujet de la jalousie de Mama, Annabel demande à Dreyfuss d'enquêter. Celui-ci pense que Mama est l'amie imaginaire de Victoria, mais ses recherches mettent en lumière l'histoire d'Edith Brennan, patiente d'un asile psychiatrique au XIXe siècle. Annabel a un cauchemar qui révèle le passé de Mama : quand Edith Brennan a été envoyée à l'asile pour une raison inconnue, son enfant lui a été enlevé et donné à des religieuses. Elle s'est échappée de l'asile, a poignardé une nonne et a repris son bébé. Fuyant ses poursuivants, Edith a sauté d'une falaise. Elle s'est noyée, mais le corps de l'enfant s'est accroché à une branche et n'est pas tombé avec elle dans l'eau. Annabel se rend compte que l'esprit qu'est devenu Mama, dans sa détresse, a cherché son enfant dans les bois pendant plus d'un siècle jusqu'à ce qu'elle découvre Victoria et Lily, les prenant comme substituts.
Lucas reprend conscience après avoir eu la vision de son frère lui disant de sauver ses filles. La proximité croissante de Victoria avec Annabel la rend moins disposée à jouer avec Mama, contrairement à Lily. Dreyfuss visite la cabane et est tué par Mama. Celle-ci s'en prend ensuite à Annabel et tue Jean (la grand-tante), qui surveillait la maison, puis se sert de son corps pour enlever les enfants. Annabel et Lucas trouvent les enfants sur la même falaise où Edith a sauté avec son enfant.
Quand Annabel offre à Mama les restes de son enfant, que Dreyfuss avait retrouvés, l'apparence de Mama change, devenant plus humaine, et elle sanglote. Cependant, lorsque Lily l'appelle, Mama revient à sa forme monstrueuse et reprend les filles, tuant presque Annabel et Lucas, mais y renonçant sur l'injonction de Victoria. Celle-ci demande à rester avec Annabel, ce que Mama accepte. Mama et Lily tombent de la falaise et se transforment en une pluie de papillons de nuit lorsqu'ils frappent la branche. Mama et Lily deviennent des esprits heureux d'être unis. Annabel et Lucas embrassent Victoria, qui remarque un papillon qui atterrit sur sa main, indiquant que Lily est toujours avec elle sous une forme ou une autre.

## Fiche technique
- Titre original : Mama
- Titre français et québécois : Mama
- Réalisation : Andrés Muschietti
- Scénario : Neil Cross, Andrés Muschietti et Barbara Muschietti
- Direction artistique : Anastasia Masaro
- Décors : Luis Sequeira
- Costumes :
- Photographie : Antonio Riestra
- Son : Oriol Tarragó
- Montage : Michele Conroy
- Musique : Fernando Velázquez
- Production : J. Miles Dale et Barbara Muschietti
- Producteur délégué : Guillermo del Toro
- Société(s) de production : De Milo et Toma 78
- Société(s) de distribution :  Universal Pictures
- Budget : 15 000 000 $[1]
- Pays d’origine :  Espagne,  Canada
- Langue originale : anglais
- Format : Couleurs - 35 mm - 1.85:1 - Son Dolby numérique
- Genre : Horreur
- Durée : 95 minutes
- Dates de sortie :
  -  Canada : 18 janvier 2013
  -  Espagne : 8 février 2013
  -  France : 15 mai 2013
- Interdit aux moins de 12 ans lors de sa sortie en France

## Distribution
|                                                                   |  |  |
| Les acteurs principaux Nikolaj Coster-Waldau et Jessica Chastain. |  |  |

- Jessica Chastain (VFB : Marie Van R ; VQ : Mélanie Laberge) : Annabel
- Nikolaj Coster-Waldau (VFB : Mathieu Moreau ; VQ : Patrice Dubois) : Lucas/Jeff
- Megan Charpentier (VFB : Alayin Dubois ; VQ : Marguerite D'Amour) : Victoria
- Isabelle Nélisse (VFB : Maya Dory ; VQ : Jade Manseau) : Lilly
- Daniel Kash (VFB : Nicolas Dubois ; VQ : Manuel Tadros) : le Dr Gerald Dreyfuss
- Javier Botet : Mama
- David Fox (VQ : Jean-Marie Moncelet) : Burnsie
- Morgan McGarry (VQ : Kaly Roy) : Jeune Victoria
- Jane Moffat (VFB : Nathalie Hons ; VQ : Sophie Faucher) : Jean Podolski

Source et légende : version française (V.F.) sur AlloDoublage, version québécoise (V.Q.) sur Doublage Québec

## Production
Mama a été tourné à Clifton Forge en Virginie aux États-Unis.

## Accueil

### Box-office
Le film a engendré 28 402 310 $ sur son week-end d'ouverture. Remboursant ainsi la totalité du film et confirmant son succès commercial dans le monde entier.
- Monde : 146 428 180 $[4]
- États-Unis,  Canada : 71 628 180 $[4]
- France : 295 252 entrées[5]

### Accueil critique
Il a reçu un accueil critique favorable, recueillant 66 % de critiques positives, avec une note moyenne de 6/10 et sur la base de 144 critiques collectées, sur le site agrégateur de critiques Rotten Tomatoes. Sur Metacritic, il obtient un score de 57/100 sur la base de 35 critiques collectées.

## Distinctions

### Récompenses
- Festival international du film fantastique de Gérardmer 2013 : Grand prix, prix du public et prix du jury jeunes
- Fantasporto 2013 : meilleur film, meilleure actrice pour Jessica Chastain et meilleur réalisateur